# Dean Turković
Dean Turković (Pola, 2 febbraio 1987) è un pallamanista croato con cittadinanza italiana, terzino sinistro o centrale del SSV Bozen Loacker, squadra della quale è capitano.

## Carriera

### Club
Muove i primi passi nel RK Poreč, dove gioca nel campionato croato ed esordisce nelle coppe europee. Per la stagione 2010-2011 si trasferisce al Bjelovar, dove gioca tutte le 28 partite del campionato da titolare e mette a referto 99 reti.
Il 25 luglio 2011 viene ufficializzato il suo passaggio al Bozen. Diventa una vera e propria bandiera del team altoatesino superando le 300 presenze e le 1800 reti in dieci anni. Vince tutto a livello nazionale con la squadra e per ben quattro anni consecutivi (dal 2015 al 2018) viene votato dai tecnici della massima serie come miglior giocatore. A marzo 2023 rinnova il contratto per un ulteriore anno, il tredicesimo in maglia biancorossa.
Il 29 aprile 2024 chiude anzitempo la stagione a causa di problemi di salute non precisati. Il 5 febbraio 2025, dopo dieci mesi, viene annunciato il ritorno in campo a seguito delle cure per leucemia: all'esordio contro Chiaravalle Turković mette a referto 7 reti.

### Nazionale
Nel 2011 ottiene la cittadinanza italiana, dall'anno successivo diventa parte della rosa della nazionale e in poco tempo diventa un punto fisso della selezione azzurra.
Il 15 gennaio 2017 si rende protagonista della rete decisiva contro Lussemburgo che decreta il passaggio del turno nell'ambito delle qualificazioni agli EHF Euro 2020: dopo aver perso la gara d'andata nel Granducato per 24-23, nella gara giocata a Siracusa Turković mette a segno 10 reti, tra cui quella del 26-24 a due secondi dal termine che ribalta la differenza reti, facendo ottenere alla Nazionale un passaggio del turno che aspettava da dodici anni.

## Palmarès

### Club
- Campionato italiano di pallamano maschile: 5
2011-12, 2012-13, 2014-15, 2016-17, 2018-19
- Coppa Italia (pallamano maschile): 5
2011-12, 2012-13, 2014-15, 2018-19, 2019-20
- Supercoppa italiana (pallamano maschile): 4
2012, 2015, 2017, 2019

### Individuale
- FIGH Awards:
Miglior giocatore italiano 2015
Miglior giocatore italiano 2016
Miglior giocatore italiano 2017
Miglior giocatore italiano 2018
- Capocannoniere della Serie A: 1

2020-21
- Capocannoniere della Coppa Italia: 1

2018-19

## Statistiche

### Presenze e reti nei club
Statistiche aggiornate al 3 maggio 2025.
| Stagione         | Squadra         | Campionato      | Campionato | Campionato | Coppe nazionali | Coppe nazionali | Coppe nazionali | Coppe continentali | Coppe continentali | Coppe continentali | Altre coppe | Altre coppe | Altre coppe | Totale | Totale |
| Stagione         | Squadra         | Comp            | Pres       | Reti       | Comp            | Pres            | Reti            | Comp               | Pres               | Reti               | Comp        | Pres        | Reti        | Pres   | Reti   |
| ---------------- | --------------- | --------------- | ---------- | ---------- | --------------- | --------------- | --------------- | ------------------ | ------------------ | ------------------ | ----------- | ----------- | ----------- | ------ | ------ |
| gen. - giu. 2010 | Poreč           | PL              | 7          | 26         | -               | -               | -               | -                  | -                  | -                  | -           | -           | -           | 7      | 26     |
| 2010-2011        | Bjelovar        | PL              | 28         | 99         | -               | -               | -               | -                  | -                  | -                  | -           | -           | -           | 28     | 99     |
| 2011-2012        | Bozen           | A               | 28         | 139        | CI              | 8               | 37              | ChC                | 6                  | 38                 | -           | -           | -           | 42     | 214    |
| 2012-2013        | Bozen           | A               | 24         | 102        | CI              | 2               | 10              | CL+EHFCup          | 2+2                | 12+10              | SI          | 1           | 7           | 31     | 141    |
| 2013-2014        | Bozen           | A               | 26         | 165        | CI              | 3               | 17              | -                  | -                  | -                  | -           | -           | -           | 29     | 182    |
| 2014-2015        | Bozen           | A               | 25         | 125        | CI              | 3               | 22              | EHFCup             | 2                  | 9                  | -           | -           | -           | 30     | 156    |
| 2015-2016        | Bozen           | A               | 26         | 145        | CI              | 3               | 21              | EHFCup             | 2                  | 19                 | SI          | 1           | 8           | 32     | 193    |
| 2016-2017        | Bozen           | A               | 26         | 116        | CI              | 3               | 17              | -                  | -                  | -                  | SI          | 1           | 9           | 30     | 142    |
| 2017-2018        | Bozen           | A               | 26         | 131        | CI              | 3               | 9               | EHFCup             | 2                  | 12                 | SI          | 1           | 2           | 32     | 154    |
| 2018-2019        | Bozen           | A               | 32         | 151        | CI              | 3               | 19              | -                  | -                  | -                  | -           | -           | -           | 35     | 170    |
| 2019-2020        | Bozen           | A               | 19         | 77         | CI              | 3               | 10              | EHFCup             | 2                  | 9                  | SI          | 1           | 5           | 25     | 101    |
| 2020-2021        | Bozen           | A               | 28         | 212        | CI              | 1               | 4               | -                  | -                  | -                  | SI          | 1           | 9           | 30     | 225    |
| 2021-2022        | Bozen           | A               | 21         | 123        | CI              | 1               | 9               | -                  | -                  | -                  | -           | -           | -           | 22     | 132    |
| 2022-2023        | Bozen           | A               | 24         | 159        | CI              | 1               | 8               | -                  | -                  | -                  | -           | -           | -           | 25     | 167    |
| 2023-2024        | Bozen           | A               | 24         | 78         | CI              | 2               | 10              | -                  | -                  | -                  | -           | -           | -           | 26     | 88     |
| 2024-2025        | Bozen           | A               | 4          | 18         | CI              | 2               | 4               | -                  | -                  | -                  | -           | -           | -           | 6      | 22     |
| Totale Bozen     | Totale Bozen    | Totale Bozen    | 338        | 1751       |                 | 38              | 195             |                    | 18                 | 109                |             | 6           | 40          | 407    | 2087   |
| Totale carriera  | Totale carriera | Totale carriera | 373        | 1866       |                 | 38              | 195             |                    | 18                 | 109                |             | 6           | 40          | 442    | 2213   |

### Cronologia, presenze e reti in nazionale
Aggiornato al 29 aprile 2021
| Data       | Città             | In casa       | Risultato | Ospiti        | Competizione                 | Reti |
| ---------- | ----------------- | ------------- | --------- | ------------- | ---------------------------- | ---- |
| 02-11-2011 | Bressanone        | Italia        | 25-27     | Svizzera      | Qual. Mondiali 2013          | 3    |
| 06-11-2011 | Sciaffusa         | Svizzera      | 37-29     | Italia        | Qual. Mondiali 2013          |      |
| 05-01-2012 | Vilnius           | Lituania      | 34-25     | Italia        | Qual. Mondiali 2013          |      |
| 07-01-2012 | Cologne           | Italia        | 25-25     | Lituania      | Qual. Mondiali 2013          | 5    |
| 08-06-2012 | Bari              | Grecia        | 31-31     | Italia        | Qual. Euro14                 | 6    |
| 09-06-2012 | Bari              | Italia        | 21-21     | Svizzera      | Qual. Euro14                 | 1    |
| 10-06-2012 | Bari              | Italia        | 29-26     | Gran Bretagna | Qual. Euro14                 | 4    |
| 03-11-2012 | Lavis             | Italia        | 25-31     | Grecia        | Qual. Euro16                 | 4    |
| 04-04-2013 | Motherwell        | Gran Bretagna | 23-47     | Italia        | Qual. Euro16                 | 3    |
| 12-06-2013 | Lavis             | Italia        | 37-26     | Gran Bretagna | Qual. Euro16                 | 2    |
| 15-06-2013 | Larissa           | Grecia        | 29-27     | Italia        | Qual. Euro16                 | 2    |
| 31-10-2013 | Pescara           | Italia        | 22-23     | Romania       | Qual. Mondiali 2015          | 1    |
| 03-11-2013 | Nicosia           | Cipro         | 29-36     | Italia        | Qual. Mondiali 2015          | 3    |
| 29-04-2015 | Pristina          | Kosovo        | 22-29     | Italia        | Qual. Euro18                 | 8    |
| 03-05-2015 | Follonica         | Italia        | 35-26     | Kosovo        | Qual. Euro18                 | 11   |
| 10-06-2015 | Conversano        | Italia        | 22-28     | Romania       | Qual. Euro18                 | 5    |
| 14-06-2015 | Reșița            | Romania       | 44-25     | Italia        | Qual. Euro18                 | 4    |
| 04-11-2015 | Lavis             | Italia        | 27-19     | Finlandia     | Qual. Mondiali 2017          | 7    |
| 08-11-2015 | Călărași          | Romania       | 35-22     | Italia        | Qual. Mondiali 2017          | 9    |
| 06-01-2016 | Trieste           | Italia        | 27-40     | Austria       | Qual. Mondiali 2017          | 3    |
| 09-01-2016 | Maria Enzersdorf  | Austria       | 30-19     | Italia        | Qual. Mondiali 2017          | 9    |
| 13-01-2016 | Vantaa            | Finlandia     | 26-25     | Italia        | Qual. Mondiali 2017          | 5    |
| 16-01-2016 | Conversano        | Italia        | 28-30     | Romania       | Qual. Mondiali 2017          | 4    |
| 02-11-2016 | Siracusa          | Italia        | 26-19     | Georgia       | Qual. Euro20                 | 10   |
| 06-11-2016 | Tbilisi           | Georgia       | 25-28     | Italia        | Qual. Euro20                 | 7    |
| 11-01-2017 | Lussemburgo       | Lussemburgo   | 24-23     | Italia        | Qual. Euro20                 | 7    |
| 15-01-2017 | Siracusa          | Italia        | 26-24     | Lussemburgo   | Qual. Euro20                 | 10   |
| 11-01-2018 | Bolzano           | Romania       | 34-24     | Italia        | Qual. Mondiali 2019          | 2    |
| 12-01-2018 | Bolzano           | Italia        | 29-28     | Ucraina       | Qual. Mondiali 2019          | 5    |
| 13-01-2018 | Bolzano           | Italia        | 28-19     | Fær Øer       | Qual. Mondiali 2019          | 7    |
| 23-06-2018 | Tarragona         | Croazia       | 30-26     | Italia        | Giochi del Mediterraneo 2018 | 6    |
| 23-06-2018 | Tarragona         | Italia        | 32-38     | Algeria       | Giochi del Mediterraneo 2018 | 5    |
| 24-10-2018 | Mosca             | Russia        | 34-20     | Italia        | Qual. Euro20                 | 1    |
| 27-10-2018 | Padova            | Italia        | 22-30     | Ungheria      | Qual. Euro20                 | 4    |
| 10-04-2019 | Faenza            | Italia        | 26-23     | Slovacchia    | Qual. Euro20                 | 1    |
| 14-04-2019 | Považská Bystrica | Slovacchia    | 23-26     | Italia        | Qual. Euro20                 | 4    |
| 10-01-2019 | Benevento         | Italia        | 28-28     | Kosovo        | Qual. Mondiali 2021          | 2    |
| 11-01-2019 | Benevento         | Georgia       | 28-25     | Italia        | Qual. Mondiali 2021          | 5    |
| 12-01-2020 | Benevento         | Italia        | 24-29     | Romania       | Qual. Mondiali 2021          |      |
| 07-01-2021 | Chieti            | Italia        | 28-17     | Lettonia      | Qual. Euro22                 | 1    |
| 10-01-2021 | Valmiera          | Lettonia      | 31-29     | Italia        | Qual. Euro22                 | 2    |
| 29-04-2021 | Chieti            | Italia        | 31-32     | Bielorussia   | Qual. Euro22                 | 1    |
| 02-05-2021 | Valmiera          | Norvegia      | 37-16     | Italia        | Qual. Euro22                 | 1    |
| Totale     |                   | Presenze      | 43        |               | Reti                         | 180  |